# Marian Kolasa
Marian Kolasa (Polonia, 12 de agosto de 1959) es un atleta polaco retirado especializado en la prueba de salto con pértiga, en la que consiguió ser medallista de bronce europeo en pista cubierta en 1987.

## Carrera deportiva
En el Campeonato Europeo de Atletismo en Pista Cubierta de 1987 ganó la medalla de bronce en el salto con pértiga, con un salto por encima de 5.80 metros, tras los saltadores franceses Thierry Vigneron (oro con 5.85 metros) y Ferenc Salbert.